# Клоторски мост
Клоторски мост (на гръцки: Γεφύρι στο Κλωθώρι) е стар каменен мост в Егейска Македония, Гърция, край правищкото село Косруп (Месропи).
Мостът е в местността Клотори и е разположен над потока в източната страна на селото. Обслужвал е имотите от другата страна на потока и многото воденици в района. Арката му е оформена от редица камъни, леко издялани. Има каменни защитни парапети и хоризонтален калдъръмен път. В 2009 година мостът е реставриран от дем Кушница и е ключов традицонен елемент в парка за отдих, който е изграден в Клотори.